# Grenznutzenschule
Die Grenznutzenschule (auch Marginalismus von englisch Marginalism) ist eine Anfang der 1870er Jahre in England, Österreich und der Schweiz nahezu gleichzeitig aufgekommene Theorierichtung der Volkswirtschaftslehre, die den Begriff des Nutzens in den Mittelpunkt stellt. Sie strebt die Lösung des klassischen Wertparadoxons an, indem sie auf den Nutzen eines Gutes das mikroökonomische „Marginalprinzip“ (auch Grenzprinzip) anwendet. Diese auch als „Marginalistische Revolution“ bezeichnete Theorie begründete die Neoklassische Theorie in der Volkswirtschaftslehre.

## Grundprinzip
Der Grenznutzen ist als der Nutzen der letzten bedarfsdeckenden und verfügbaren Einheit eines Gutes zu verstehen. Der Wert eines Gutes wird also durch die subjektive Wertschätzung seiner jeweils letzten Einheit („Grenzeinheit“) bestimmt. Bei diesem Grundprinzip der ökonomischen Entscheidungstheorie wird der Einfluss kleiner (marginaler) Handlungsveränderungen auf Zielgrößen wie Nutzen oder Kosten betrachtet. Mathematisch beruht das Marginalprinzip auf partiellen Differentialen der Kosten- oder Nutzenfunktionen, differenziert nach Einsatz- bzw. Konsummengen. Das Marginalprinzip geht ursprünglich auf den deutschen Ökonomen Johann Heinrich von Thünen zurück, der die Differentialrechnung auf wirtschaftliche Fragen anwandte und die erste Lösung des klassischen Wertparadoxons lieferte. Dem französischen Wirtschaftstheoretiker Antoine-Augustin Cournot diente das Prinzip als Basis zur Entwicklung der Preis-Absatz-Funktion und der Bestimmung des Gewinnmaximums eines Angebotsmonopolisten (Cournotscher Punkt), während der deutsche Ökonom Hermann Heinrich Gossen es zur Erforschung der Bedürfnisbefriedigung und damit zur Entwicklung der Gossenschen Gesetze nutzte. Seit Ende des 19. Jahrhunderts ist die neoklassische Theorie, die auf der Grenznutzenschule aufbaut und deren Überlegungen Auslöser der „Marginalistischen Revolution“ waren, in der Mikroökonomie vorherrschend. Mikroökonomische Analysen sind in der weiterentwickelten, modernen Volkswirtschaftslehre von wesentlicher Bedeutung.
Im Gegensatz zu Vorläufern in der klassischen Ökonomie und den davon abgeleiteten Analysen ist der Wert einer Ware in der Grenznutzentheorie subjektiv insofern, als im Wesentlichen individuelle Erwartungswerte für Nutzen und Kosten in die Entscheidungen einfließen. Die Grenznutzentheorie ist daher eine „subjektive Wertlehre“. Sie steht der konkurrierenden „objektiven Wertlehre“ gegenüber, der von Adam Smith begründeten Arbeitswerttheorie. Karl Marx entwickelte ausgehend von seiner Wertformanalyse die Arbeitswerttheorie grundlegend weiter, indem er die wertbildende Arbeit von der konkreten Arbeit und den Tauschwert einer Ware vom Gebrauchswert einer nützlichen Sache abstrahierte. Der Tauschwert einer Ware ergibt sich nach Marx aus der zur Herstellung und Reproduktion aufzuwendenden, gesellschaftlich notwendigen Arbeit; d. h. letztlich ist der Wertmaßstab die Arbeitszeit, die ein unter gesellschaftlich notwendigen Bedingungen produzierendes Unternehmen durchschnittlich benötigt, um eine bestimmte Ware herzustellen. Dies impliziert in der marxistischen Arbeitswerttheorie, dass der Tauschwert erst im Angebot und Austausch der Waren auf dem Markt in Erscheinung tritt und sich im Warenaustausch realisiert. Wie in der „subjektiven Wertlehre“ gibt es auch in der Logik der „objektiven Wertlehre“ keinen Wert ohne Austausch. Der Gebrauchswert entspricht in etwa dem Begriff des Nutzens bzw. Grenznutzens nach H. H. Gossen.

## Die verschiedenen Richtungen
Es gibt verschiedene Richtungen, die sich im Wesentlichen auf drei Autoren zurückführen lassen: Carl Menger, Léon Walras und William Stanley Jevons:
- Österreichische Schule: Einflussreiche Personen waren Carl Menger, Eugen Böhm von Bawerk, Friedrich von Wieser, Joseph Schumpeter und später Ludwig von Mises und Friedrich August von Hayek.
- Die Lausanner Schule, im französischsprachigen Original École de Lausanne: Der Name dieser Richtung bezieht sich auf die Universität Lausanne, an deren Lehrstuhl für Ökonomie sie entwickelt wurde. Begründet von Léon Walras (1834–1910), fortgeführt von Vilfredo Pareto (1848–1923) und dessen Nachfolger am Lehrstuhl, Pasquale Boninsegni (1869–1939), können zu ihr zum Beispiel auch Knut Wicksell (1851–1926) und Gustav Cassel (1866–1945) gezählt werden. Léon Walras hebt besonders die mathematische Methode und den mathematischen Charakter der Untersuchungen hervor. Davon abgeleitete und weiterentwickelte Theorien stammen von Eugenius Slutsky und Irving Fisher sowie Heinrich von Stackelberg.
- Die anglo-amerikanische Schule mit William Stanley Jevons, Alfred Marshall und Arthur Cecil Pigou[3] überträgt das Grenznutzenprinzip auf den Bereich der Produktion und entwickelt die Grenzproduktivitätstheorie.